# Мікаель Ренберг
Мікаель Ренберг (швед. Mikael Renberg; народився 5 травня 1972 у м. Пітео, Швеція) — шведський хокеїст, правий нападник. 
Вихованець хокейної школи ХК «Пітео». Виступав за ХК «Пітео», ХК «Лулео», «Філадельфія Флайєрс», «Тампа-Бей Лайтнінг», «Фінікс Койотс», «Торонто Мейпл-Ліфс», ХК «Шеллефтео».
У складі національної збірної Швеції учасник зимових Олімпійських ігор 1998 і 2002, учасник чемпіонатів світу 1993, 1998, 2001 і 2003. У складі молодіжної збірної Швеції учасник чемпіонату світу 1992. У складі юніорської збірної Швеції учасник чемпіонату Європи 1990.
Чемпіон світу (1998), срібний призер (1993, 2003), бронзовий призер (2001). Фіналіст Кубка Стенлі (1997).